# Sarcopteryx rubiginosa
Sarcopteryx rubiginosa är en kinesträdsväxtart som beskrevs av P.C. van Welzen. Sarcopteryx rubiginosa ingår i släktet Sarcopteryx och familjen kinesträdsväxter. Inga underarter finns listade i Catalogue of Life.